# Ster voor Trouw en Verdienste
De Ster voor Trouw en Verdienste werd op 1 januari 1894 door Gouverneur-Generaal Carel Herman Aart van der Wijck van Nederlands-Indië ingesteld ter vervanging van de oude Medaille voor Burgerlijke Verdienste. Deze aan inlanders verleende onderscheiding had weinig prestige en een "bintang" of ster zou, zo hoopte het Nederlandse koloniale gouvernement, meer op prijs worden gesteld. Ook nu nog hebben de meeste Indonesische onderscheidingen de vorm van een ster.
De inheemse of allochtone bevolking van Nederlands-Indië was juridisch en maatschappelijk in groepen op basis van ras en herkomst verdeeld. Nederlanders, dat wil zeggen Europeanen, kwamen niet voor de sterren in aanmerking. Deze in goud aan "aanzienlijke en verdienstelijke" inlanders en, in zilver, ook aan de desahoofden, hoofden van de daarmee corresponderende "negari" op Sumatra en "Oosterse vreemdelingen" (lees "Chinezen") verleende onderscheiding ontlaste de orden van de Nederlandse Leeuw, althans haar "Broederschap", en de medailles en het ridderkruis van de op 4 april 1894 ingestelde Oranje-Nassau.
De onderscheidingen worden "Grote" of "Kleine" ster genoemd maar de vijf sterren zijn allemaal gelijk van grootte. Alleen de uitvoering en het materiaal van de hogere graden is bewerkelijker en duurder.
Er waren in eerste instantie vier graden voorzien:
- De Grote Gouden Ster

De ster heeft twaalf punten en gouden stralen. Om het medaillon met een afbeelding van de klimmende "Nederlandse Leeuw", althans de leeuw uit het Nederlandse rijkswapen, is een gekroonde gouden lauwerkrans gelegd. Op het blauwe medaillon op de keerzijde staat in gouden letters "TROUW EN VERDIENSTE".
Het lint was "Nassaus blauw" met een brede oranje middenbaan en een smalle oranje baan als bies. In een besluit van de Gouverneur-Generaal van Nederlands-Indië, Hubertus van Mook werd op 1 april 1945 vastgelegd dat het lint voortaan "Nassaus blauw met vijf golvende oranje banen" zou zijn.
- De Kleine Gouden Ster

De ster heeft twaalf punten en gouden stralen om het medaillon met een gouden afbeelding van het oude Nederlandse rijkswapen. De lauwerkrans ontbreekt. Op het blauwe medaillon op de keerzijde staat in gouden letters "TROUW EN VERDIENSTE".
Het lint was "Nassaus blauw" met een brede oranje middenbaan en een smalle oranje baan als bies. In het besluit van de Gouverneur-Generaal van Nederlands-Indië werd op 1 april 1945 vastgelegd dat het lint voortaan "Nassaus blauw met vier golvende oranje banen" zou zijn.
- De Kleine Zilveren Ster

De ster heeft twaalf punten en zilveren stralen om het medaillon met een zilveren afbeelding van het oude Nederlandse rijkswapen. De lauwerkrans ontbreekt. Op het blauwe medaillon op de keerzijde staat in zilveren letters "TROUW EN VERDIENSTE".
Het lint was "Nassaus blauw" met een brede oranje middenbaan zonder bies. In het besluit van de Gouverneur-Generaal van Nederlands-Indië werd op 1 april 1945 vastgelegd dat het lint voortaan "Nassaus blauw met twee golvende oranje banen" zou zijn.
- De Bronzen Ster

De eerste veertien dagen werd een bronzen ster, verder gelijk aan de kleine zilveren ster, uitgereikt. Daarna werd het medaillon blauw geëmailleerd. Een bron noemt als materiaal opvallend genoeg "zilver" en geen brons.
Het lint was "Nassaus blauw" met een brede oranje middenbaan zonder bies. In het besluit van de Gouverneur-Generaal van Nederlands-Indië werd op 1 april 1945 vastgelegd dat het lint voortaan "Nassaus blauw met een enkele golvende oranje baan" zou zijn.
Op 4 januari 1924 stelde Gouverneur-Generaal Dirk Fock nog
- De Grote Zilveren Ster als een nieuwe derde graad in.

Deze ster is gelijk aan de grote gouden ster maar er is zilver en geen goud in verwerkt. De leeuw is uiteraard wél van goud.
Het lint was "Nassaus blauw" met een brede oranje middenbaan zonder bies. In het besluit van de Gouverneur-Generaal van Nederlands-Indië werd op 1 april 1945 vastgelegd dat het lint voortaan "Nassaus blauw met drie golvende oranje banen" zou zijn.
De onderscheiding werd na de souvereiniteitsoverdracht in 1948 nog enige malen toegekend. Van na 1949 zijn geen verleningen meer bekend.
Literatuur
- "Rondschrijven van de 1e Gouvernements Secretaris dd. 10 augustus 1929, No. 1841/AI, betreffende de uitreiking van onderscheidingen",gepubliceerd in het Indisch Staatsblad No. 12083
- "Besluit van 4 januari 1924 no. 19, betreffende de onderscheiding van het bestaande eereteeken voor aanzienlijke en verdienstelijke Inlanders en Oostersche vreemdelingen in vijf klassen", gepubliceerd in het Indisch Staatsblad No. 10507
- "Circulaire van de Gouvernements Secretaris dd. 27 augustus 1909, No. 2240, betreffende de toekenning van de zilveren ster voor trouw en verdienste aan desahoofden", gepubliceerd in het Indisch Staatsblad No. 7083
- "EERETEEKENEN voor aanzienlijke en verdienstelijke Inlanders en Oostersche vreemdelingen. De hoogere onderscheiding vervangt de lagere.",gepubliceerd in het Indisch Staatsblad No. 6201
- "Besluit Eereteekenen. Vorm der eereteekenen voor aanzienlijke en verdienstelijke Inlanders en Oostersche vreemdelingen", gepubliceerd in het Indisch Staatsblad No. 4961
- "Moed en Deugd" door J.A.van Zelm van Eldik, 2003
- "Orders and Decorations of The Netherlands", door H.G. meijer, C.P. Mulder en B.W. Wagenaar, 1984
- "Ster voor Trouw en Verdienste, 1893", door R.J.M. Verkuijlen in het tijdschrift Decorare, nummer 5, september 2001